# American Pie (franquia)
American Pie é uma franquia de filmes de comédia pastelão, escrita e produzida por Adam Herz. O primeiro filme da série foi lançado em 9 de julho de 1999, pela Universal Pictures, e tornou-se em todo o mundo o fenômeno da cultura pop, gerando duas sequências imediatas, lançado em dois anos de intervalo. De 2005 a 2009, quatro filmes spin-off foram lançados. Em 2012, um quarto filme foi lançado. Uma série de spin-offs intitulada American Pie Presents, que consiste em cinco filmes lançados diretamente para vídeo, foi lançada de 2005 a 2020.

## Filmes

### Série principal
No original American Pie (1999), Jim Levenstein (Jason Biggs) e seus amigos Kevin Myers (Thomas Ian Nicholas), Paul Finch (Eddie Kaye Thomas) e Chris Ostreicher (Chris Klein) tentam perder sua virgindade antes de se formarem do ensino médio. Jim persegue a estudante de intercâmbio eslovaca Nadia (Shannon Elizabeth), mas suas tentativas falham depois que ele ejacula prematuramente duas vezes durante as preliminares e, em vez disso, persegue a geek da banda, Michelle (Alyson Hannigan), a convidando para o baile de formatura. Na festa de Stifler (Seann William Scott), Jim tem uma noite com Michelle.
Em American Pie 2 (2001), Jim e seus amigos organizam uma festa em uma casa de praia de verão em Grand Harbor, reunindo o grupo da escola do ensino médio. Nadia retorna, e Jim pede a Michelle para ajudá-lo a finalmente fazer sexo com ela. No entanto, Jim acaba percebendo que está apaixonado por Michelle (cujos sentimentos são mútuos), e vai para um recital onde ela está realizando para revelar isso a ela.
O terceiro filme, American Wedding (2003), começa com Jim pedindo Michelle em casamento. Seus amigos Finch, Kevin e Stifler ajudam a organizar a cerimônia.
Nos anos que se passaram desde American Wedding, American Reunion (2012) mostra Jim e Michelle casados e com um filho. Kevin também se casou, Oz e Heather se separaram, Finch ainda não encontrou o amor (sem contar a mãe de Stifler), enquanto Stifler não chegou a um acordo com o fato de sua adolescência ter desaparecido há muito tempo. Agora, esses amigos de toda a vida voltam para East Great Falls como adultos para o reencontro da turma de 1999, para se lembrar — e se inspirar — nos adolescentes hormonais que já foram.
| Equipe técnica        | Filmes                                                                                 | Filmes                                                                              | Filmes                                                                              | Filmes                                                              |
| Equipe técnica        | American Pie                                                                           | American Pie 2                                                                      | American Wedding                                                                    | American Reunion                                                    |
| --------------------- | -------------------------------------------------------------------------------------- | ----------------------------------------------------------------------------------- | ----------------------------------------------------------------------------------- | ------------------------------------------------------------------- |
| Equipe técnica        | (1999)                                                                                 | (2001)                                                                              | (2003)                                                                              | (2012)                                                              |
| Equipe técnica        | br: American Pie: A Primeira Vez é Inesquecível                                        | br: American Pie: A Segunda Vez é Ainda Melhor                                      | br: American Pie: O Casamento                                                       | br: American Pie: O Reencontro                                      |
| Direção               | Paul Weitz e Chris Weitz                                                               | J. B. Rogers                                                                        | Jesse Dylan                                                                         | Jon Hurwitz e Hayden Schlossberg                                    |
| Roteiro               | Adam Herz                                                                              | Adam Herz                                                                           | Adam Herz                                                                           | Jon Hurwitz e Hayden Schlossberg                                    |
| Produção              | Chris Moore, Craig Perry, Chris Weitz e Warren Zide                                    | Chris Bender, Adam Herz, Chris Moore, Craig Perry, Chris e Paul Weitz e Warren Zide | Chris Bender, Adam Herz, Chris Moore, Craig Perry, Chris e Paul Weitz e Warren Zide | Chris Moore, Craig Perry Adam Herz e Warren Zide                    |
| Música                | David Lawrence                                                                         | David Lawrence                                                                      | Christophe Beck                                                                     | Lyle Workman                                                        |
| Cinematografia        | Richard Crudo                                                                          | Mark Irwin                                                                          | Lloyd Ahern                                                                         | Daryn Okada                                                         |
| Edição                | Priscilla Nedd-Friendly                                                                | Larry Madaras Stuart Pappé                                                          | Stuart Pappé                                                                        | Jeff Betancourt                                                     |
| Companhia de produção | Universal Pictures Zide-Perry Productions Newmarket Capital Group Summit Entertainment | LivePlanet Universal Pictures Zide-Perry Productions                                | Universal Pictures Zide-Perry Productions LivePlanet Loumolo & Co.                  | Universal Pictures Practical Pictures Relativity Media Zoe Pictures |
| Distribuição          | Universal Pictures                                                                     | Universal Pictures                                                                  | Universal Pictures                                                                  | Universal Pictures                                                  |
| Duração               | 95 min                                                                                 | 108 min                                                                             | 96 min                                                                              | 113 min                                                             |
| Lançamento            | 7 de julho de 1999 29 de outubro de 1999 10 de dezembro de 1999                        | 6 de agosto de 2001 21 de dezembro de 2001 19 de outubro de 2001                    | 1 de agosto de 2003 28 de novembro de 2003 12 de setembro de 2003                   | 6 de abril de 2012 20 de abril de 2012 5 de abril de 2012           |
| Orçamento             | US$ 11 milhões                                                                         | US$ 30 milhões                                                                      | US$ 55 milhões                                                                      | US$ 50 milhões                                                      |
| Bilheteria            | US$ 235,483,004                                                                        | US$ 287,533,595                                                                     | US$ 231,449,203                                                                     | US$ 234,989,584                                                     |

### Spin-offs
Mais de seis anos após o lançamento do American Pie original, a franquia continuou com uma série de apresentações de spin-offs direto para o vídeo; consistindo de Band Camp, lançado em 26 de dezembro de 2005, The Naked Mile, lançado em 12 de dezembro de 2006, Beta House, lançado em 27 de dezembro de 2007 e The Book of Love, lançado em 22 de dezembro de 2009. Os três primeiros spin-offs se centram em parentes de Steve Stifler, que incluem seu irmão Matt e seus primos Erik, Dwight; Scott Stifler faz uma participação no quarto filme spin-off.
Vários filmes colocados na continuidade de American Pie foram lançados. Os filmes apresentaram principalmente personagens novos. Além do humor atrevido, os elementos comuns entre os filmes American Pie Presents são a presença contínua do pai do Jim e membros da família Stifler. Além do pai de Jim, os únicos outros personagens que retornam são Matt Stifler, que assume o centro das atenções para o primeiro spin-off, embora interpretado por um novo ator, e Chuck Sherman, que é orientador de East Great Falls High School no primeiro spin off.
American Pie Presents: Band Camp (2005) segue o irmão mais novo de Stifler, Matt Stifler (Tad Hilgenbrink), que é forçado a ir ao acampamento da banda e percebe que ele deve deixar de ser arrogante para conquistar Elyse.
American Pie Presents: The Naked Mile (2006) segue Erik Stifler (John White), o único Stifler que possivelmente iria se formar no ensino médio virgem. Depois de uma tentativa fracassada de sexo com sua namorada Tracy (Jessy Schram), ela dá a Erik um passe livre para ir para a Universidade de Michigan, onde seu primo Dwight (Steve Talley) estuda, para perder sua virgindade. No processo, a lealdade de Erik é testada.
American Pie Presents: Beta House (2007) continua um ano após The Naked Mile. Erik já se formou no ensino médio, perdeu sua namorada para o ex namorado dela e está prestes a começar a faculdade. Primeiro, ele deve completar uma série de tarefas antes de poder se juntar à fraternidade de Dwight e também começa um novo relacionamento com Ashley (Meghan Heffern), uma garota que conheceu nos banheiros unisex em seu dormitório.
American Pie Presents: The Book of Love (2009) ocorre dez anos após o primeiro American Pie, um incêndio na biblioteca da escola resulta na destruição do Livro do Amor (a "Bíblia" do primeiro filme). Com a ajuda do criador do livro, Sr. Levenstein, as pessoas que iniciaram o incêndio decidiram restaurar o livro e perder sua virgindade.
| Equipe técnica        | Filmes                                                                                | Filmes                                                                             | Filmes                                                                                | Filmes                                                                        | Filmes                               |
| Equipe técnica        | American Pie Presents Band Camp                                                       | American Pie Presents: The Naked Mile                                              | American Pie Presents: Beta House                                                     | American Pie Presents: the Book of Love                                       | American Pie Presents: Girls' Rules  |
| --------------------- | ------------------------------------------------------------------------------------- | ---------------------------------------------------------------------------------- | ------------------------------------------------------------------------------------- | ----------------------------------------------------------------------------- | ------------------------------------ |
| Equipe técnica        | (2005)                                                                                | (2006)                                                                             | (2007)                                                                                | (2009)                                                                        | (2020)                               |
| Equipe técnica        | br: American Pie: Tocando a Maior Zona pt: American Pie Apresenta - O Campo de Férias | br: American Pie: O Último Stifler Virgem pt: American Pie 5 - Corrida de Nudistas | br: American Pie: Caindo em Tentação pt: American Pie Apresenta - A Fraternidade Beta | br: American Pie: O Livro do Amor pt: American Pie Apresenta: O Livro do Amor | —                                    |
| Direção               | Steve Rash                                                                            | Joe Nussbaum                                                                       | Andrew Waller                                                                         | John Putch                                                                    | Mike Elliott                         |
| Roteiro               | Brad Riddell                                                                          | Eric Lindsay                                                                       | Eric Lindsay                                                                          | David H. Steinberg                                                            | Blayne Weaver, David H. Steinberg    |
| Produção              | Mike Elliott                                                                          | W. K. Border                                                                       | W. K. Border                                                                          | Mike Elliot                                                                   | Mike Elliott, Joseph P. Genier       |
| Música                | Robert Folk                                                                           | Jeff Cardoni                                                                       | Jeff Cardoni                                                                          | David Lawrence                                                                | Tim Jones                            |
| Cinematografia        | Victor J. Kemper                                                                      | Eric Haase                                                                         | Gerald Packer                                                                         | Ross Berryman                                                                 | Damian Horan                         |
| Edição                | Danny Saphire                                                                         | Danny Saphire                                                                      | Rod Dean Andrew Somers                                                                | John Gilbert                                                                  | Maria Friesen, Charles Norris        |
| Companhia de produção | Rogue Pictures                                                                        | Neo Art & Logic Capital Arts Entertainment Rogue Pictures                          | Neo Art & Logic Rogue Pictures                                                        | Capital Arts Entertainment                                                    | Universal 1440 Entertainment         |
| Distribuição          | Universal Pictures                                                                    | Universal Studios Home Entertainment                                               | Universal Pictures                                                                    | Universal Studios                                                             | Universal Studios Home Entertainment |
| Duração               | 97 min                                                                                | 97 min                                                                             | 85 min                                                                                | 93 min                                                                        | 95 min                               |
| Lançamento            | 26 de dezembro de 2005 23 de novembro de 2005                                         | 19 de dezembro de 2006 7 de dezembro de 2008 (TV)                                  | 26 de dezembro de 2007                                                                | 22 de dezembro de 2009                                                        | 6 de outubro de 2020                 |
| Orçamento             | US$ 7 milhões                                                                         |                                                                                    |                                                                                       | US$ 8 milhões                                                                 |                                      |

### Futuro
Um quinto filme teatral, sob o título de trabalho American Pie 5, foi anunciado em 4 de agosto de 2012, com Hurwitz e Schlossberg retornando como diretores e roteiristas. Em maio de 2015, Tara Reid revelou que houve "conversas" sobre um quinto filme teatral, possivelmente definido em Las Vegas.

## Elenco
| Personagens                        | Série Original      | Série Original      | Série Original      | Série Original                    | Série Presents     | Série Presents       | Série Presents       | Série Presents      | Série Presents |
| Personagens                        | American Pie        | American Pie 2      | American Wedding    | American Reunion                  | Band Camp          | The Naked Mile       | Beta House           | The Book of Love    | Girls' Rules   |
| ---------------------------------- | ------------------- | ------------------- | ------------------- | --------------------------------- | ------------------ | -------------------- | -------------------- | ------------------- | -------------- |
| Personagens                        | (1999)              | (2001)              | (2003)              | (2012)                            | (2005)             | (2006)               | (2007)               | (2009)              | (2020)         |
| Noah Levenstein                    | Eugene Levy         | Eugene Levy         | Eugene Levy         | Eugene Levy                       | Eugene Levy        | Eugene Levy          | Eugene Levy          | Eugene Levy         |                |
| James "Jim" Levenstein             | Jason Biggs         | Jason Biggs         | Jason Biggs         | Jason Biggs                       |                    |                      |                      |                     |                |
| Michelle Levenstein (née Flaherty) | Alyson Hannigan     | Alyson Hannigan     | Alyson Hannigan     | Alyson Hannigan                   |                    |                      |                      |                     |                |
| Steve Stifler                      | Seann William Scott | Seann William Scott | Seann William Scott | Seann William Scott               |                    |                      |                      |                     |                |
| Kevin Myers                        | Thomas Ian Nicholas | Thomas Ian Nicholas | Thomas Ian Nicholas | Thomas Ian Nicholas               |                    |                      |                      |                     |                |
| Paul Finch                         | Eddie Kaye Thomas   | Eddie Kaye Thomas   | Eddie Kaye Thomas   | Eddie Kaye Thomas                 |                    |                      |                      |                     |                |
| Tom Myers                          | Casey Affleck       | Casey Affleck       |                     |                                   |                    |                      |                      |                     |                |
| Chris "Oz" Ostreicher              | Chris Klein         | Chris Klein         |                     | Chris Klein                       |                    |                      |                      |                     |                |
| Heather                            | Mena Suvari         | Mena Suvari         |                     | Mena Suvari                       |                    |                      |                      |                     |                |
| Victoria "Vicky" Lathum            | Tara Reid           | Tara Reid           |                     | Tara Reid                         |                    |                      |                      |                     |                |
| Jessica                            | Natasha Lyonne      | Natasha Lyonne      |                     | Natasha Lyonne (participação)     |                    |                      |                      |                     |                |
| Nadia                              | Shannon Elizabeth   | Shannon Elizabeth   |                     | Shannon Elizabeth (participação)  |                    |                      |                      |                     |                |
| Chuck Sherman                      | Chris Owen          | Chris Owen          |                     | Chris Owen (participação)         | Chris Owen         |                      |                      |                     |                |
| Mrs. Levenstein                    | Molly Cheek         | Molly Cheek         | Molly Cheek         | Molly Cheek (participação)        |                    |                      |                      |                     |                |
| Cadence Flaherty                   |                     |                     | January Jones       |                                   |                    |                      |                      |                     |                |
| Harold Flaherty                    |                     |                     | Fred Willard        |                                   |                    |                      |                      |                     |                |
| Mary Flaherty                      |                     |                     | Deborah Rush        |                                   |                    |                      |                      |                     |                |
| Jeanine Stifler                    | Jennifer Coolidge   | Jennifer Coolidge   | Jennifer Coolidge   | Jennifer Coolidge                 |                    |                      |                      |                     |                |
| John (MILF Guy #2)                 | John Cho            | John Cho            | John Cho            | John Cho                          |                    |                      |                      |                     |                |
| Justin (aka MILF Guy #1)           | Justin Isfield      | Justin Isfield      | Justin Isfield      | Justin Isfield (participação)     |                    |                      |                      |                     |                |
| Selena                             |                     |                     |                     | Dania Ramirez                     |                    |                      |                      |                     |                |
| Mia                                |                     |                     |                     | Katrina Bowden                    |                    |                      |                      |                     |                |
| Kara                               |                     |                     |                     | Ali Cobrin                        |                    |                      |                      |                     |                |
| AJ                                 |                     |                     |                     | Chuck Hittinger                   |                    |                      |                      |                     |                |
| Ron                                |                     |                     |                     | Jay Harrington                    |                    |                      |                      |                     |                |
| Rachel Finch                       |                     |                     |                     | Rebecca De Mornay (não creditada) |                    |                      |                      |                     |                |
| Neil Patrick Harris                |                     |                     |                     | Ele mesmo                         |                    |                      |                      |                     |                |
| Matt Stifler                       | Eli Marienthal      | Eli Marienthal      |                     |                                   | Tad Hilgenbrink    |                      |                      |                     |                |
| Elyse Houston                      |                     |                     |                     |                                   | Arielle Kebbel     |                      |                      |                     |                |
| Chloe                              |                     |                     |                     |                                   | Crystle Lightning  |                      |                      |                     |                |
| James "Jimmy" Chong                |                     |                     |                     |                                   | Jun Hee Lee        |                      |                      |                     |                |
| Ernie Kaplowitz                    |                     |                     |                     |                                   | Jason Earles       |                      |                      |                     |                |
| Oscar                              |                     |                     |                     |                                   | Omar Benson Miller |                      |                      |                     |                |
| Erik Stifler                       |                     |                     |                     |                                   |                    | John White           | John White           |                     |                |
| Dwight Stifler                     |                     |                     |                     |                                   |                    | Steve Talley         | Steve Talley         |                     |                |
| Harry Stifler                      |                     |                     |                     |                                   |                    | Christopher McDonald | Christopher McDonald |                     |                |
| Tracy Sterling                     |                     |                     |                     |                                   |                    | Jessy Schram         |                      |                     |                |
| Rob Shearson                       |                     |                     |                     |                                   |                    |                      |                      | Bug Hall            |                |
| Scott Stifler                      |                     |                     |                     |                                   |                    |                      |                      | John Patrick Jordan |                |
| Nathan Jenkyll                     |                     |                     |                     |                                   |                    |                      |                      | Kevin M. Horton     |                |
| Marshall "Lube" Lubetsky           |                     |                     |                     |                                   |                    |                      |                      | Brandon Hardesty    |                |
| Heidi                              |                     |                     |                     |                                   |                    |                      |                      | Beth Behrs          |                |
| Dana                               |                     |                     |                     |                                   |                    |                      |                      | Melanie Papalia     |                |
| Ashley                             |                     |                     |                     |                                   |                    |                      |                      | Jennifer Holland    |                |
| Madeline Shearson                  |                     |                     |                     |                                   |                    |                      |                      | Rosanna Arquette    |                |
| Annie Watson                       |                     |                     |                     |                                   |                    |                      |                      |                     | Madison Pettis |
| Stephanie Stifler                  |                     |                     |                     |                                   |                    |                      |                      |                     | Lizze Broadway |
| Kevin                              |                     |                     |                     |                                   |                    |                      |                      |                     | Ed Quinn       |
| Ellen                              |                     |                     |                     |                                   |                    |                      |                      |                     | Sara Rue       |

## Recepção

### Bilheteria
| Filme            | Lançamento           | Bilheteria                     | Bilheteria     | Bilheteria         | Bilheteria     | Ranking de bilheteria | Ranking de bilheteria | Orçamento (milhões) | Ref.   |
| Filme            | Lançamento           | Semana de abertura (Doméstico) | Doméstico      | Outros territórios | Mundial        | Doméstico             | Mundial               | Orçamento (milhões) | Ref.   |
| ---------------- | -------------------- | ------------------------------ | -------------- | ------------------ | -------------- | --------------------- | --------------------- | ------------------- | ------ |
| American Pie     | 9 de julho de 1999   | $18,709,680                    | $102,561,004   | $132,922,000       | $235,483,004   | #632                  | #569                  | $10                 | [ 11 ] |
| American Pie 2   | 10 de agosto de 2001 | $45,117,985                    | $145,103,595   | $142,450,000       | $287,553,595   | #344                  | #442                  | $30                 | [ 13 ] |
| American Wedding | 1 de agosto de 2003  | $33,369,440                    | $104,565,114   | $126,884,089       | $231,449,203   | #615                  | #581                  | $55                 | [ 15 ] |
| American Reunion | 6 de abril de 2012   | $21,514,080                    | $57,011,521    | $177,978,063       | $234,989,584   | #1,381                | #571                  | $50                 | [ 17 ] |
| Total            | Total                | Total                          | $409,241,234   | $580,234,152       | $989,475,386   |                       |                       | $145                | [ 1 ]  |
| Média            | Média                | Média                          | $102.3 milhões | $145.1 milhões     | $247.4 milhões |                       |                       |                     | [ 1 ]  |

### Crítica
| Filme            | Rotten Tomatoes    | Metacritic       | CinemaScore |
| ---------------- | ------------------ | ---------------- | ----------- |
| American Pie     | 60% (124 revisões) | 58 (30 revisões) | A-          |
| American Pie 2   | 52% (126 revisões) | 43 (28 revisões) | B+          |
| American Wedding | 54% (155 revisões) | 43 (34 revisões) | B+          |
| American Reunion | 43% (172 revisões) | 49 (34 revisões) | B+          |